# Luisa Gómez de la Torre
María Luisa Gómez de la Torre Páez (Quito, 28 de mayo de 1887-1976) fue una educadora, feminista y activista ecuatoriana pionera en el campo de la lucha por los derechos de los indígenas y campesinos en su país. Fue la primera mujer en ejercer como profesora dentro de un colegio para varones en la ciudad de Quito.
Hija de Joaquín Gómez de la Torre Álvarez y Francisca Páez Rodríguez, en 1944 participó en la creación de la primera organización indígena en Ecuador que se denominó Federación Ecuatoriana de Indios (FEI); por otro lado, colaboró activamente con la indigenista Dolores Cacuango Quilo en la fundación de diversas escuelas bilingües (quechua-español) destinadas a la alfabetización de la población campesina y de origen indígena.
En el ámbito político, es considerada como una de las precursoras del movimiento izquierdista de su país junto a las guayaquileñas Aurora López, Isabel Herrera, Ana Moreno, y las quiteñas Nela Martínez y Laura Almeida; en este contexto, participó en 1926 de la fundación del Partido Socialista del Ecuador. En 1930 formó el Club de Profesores del Mejía; en 1937, junto a otros colegas, fundó el Sindicato de Profesores del Mejía que posteriormente —en 1946—se transformó en la Unión Nacional de Educadores.
Como activista feminista, fue parte de las fundadoras de la Alianza Femenina Ecuatoriana en 1938 junto a Virginia Larenas, Raquel Verdesoto, Matilde Hidalgo de Prócel y Nela Martínez. Además, fue una de las fundadoras de la Alianza Femenina Ecuatoriana y de Mujeres del Ecuador.